# Paris 92
Maillots
Actualités
Dernière mise à jour : 15 mai 2025.
Paris 92 est un club français de handball féminin basé à Issy-les-Moulineaux (Hauts-de-Seine) évoluant depuis la saison en 2010-2011 en Championnat de France. Le club adopte le nom Issy-les-Moulineaux Handball et un caractère exclusivement féminin en 1999 avant d'adopter celui d’Issy Paris Hand en 2009 en s'associant avec la ville de Paris, et enfin son nom actuel à l'été 2018 avec l'engagement du département des Hauts-de-Seine.
Le club dispute la plupart de ses matchs à domicile au palais des sports Robert-Charpentier qui peut accueillir jusqu'à 1 700 spectateurs mais dispute également quelques rencontres au stade Pierre-de-Coubertin qui peut accueillir jusqu'à 4 016 personnes.
A son palmarès, le club n'a remporté qu'une Coupe de la Ligue mais a atteint de nombreuses fois la finale d'une compétition : trois en championnat de France, trois fois en Coupe de France et deux fois en coupe d'Europe (Coupe des coupes puis Coupe Challenge).

## Histoire
Le club est créé en 1999 sous le nom d'Issy-les-Moulineaux Handball et prend la suite du Stade français. En 2009 le club s'associe avec la ville de Paris pour former le club d'Issy Paris Handball puis à l'été 2018 avec l'engagement du département des Hauts de Seine  il devient Paris 92.

### Les premières saisons du club
Lors de la saison 2000-2001, le club remporte le championnat de Division 2 et retrouve la Division 1 un an après l'avoir quitté. Durant les deux saisons suivantes parmi l'élite, le club termine à deux reprises à la 8e place. À l'issue de la saison 2003-2004, le club n'arrive pas à obtenir son maintien en terminant 11e et retrouve la D2 quittée trois ans auparavant. Mais cette déception va être de courte durée car il ne lui faut que deux saisons pour retrouver l'élite grâce à sa deuxième place en 2006.
En 2006-2007, le club des Hauts-de-Seine parvient à la 6e place, son meilleur résultat à l'époque. La saison suivante, il termine à la 3e place, se qualifiant pour la première fois de son histoire à une coupe d’Europe, la Coupe de l'EHF. Cette même saison, le club atteint la demi-finale de la Coupe de la Ligue. La saison 2008-2009 a été l'une des plus grandes saisons au niveau sportif de l'histoire du club, avec une 4e place en championnat, deux demi-finales en Coupe de la ligue et en Coupe de France et un quart de finale en Coupe de l'EHF. Néanmoins, le club est rétrogradé en Division 2 pour raisons financières.
Sans grande difficulté, le club remporte le Championnat de deuxième division 2009-2010, pour la deuxième fois de son histoire, et retrouve la Division 1. Cette même saison, le club atteindra les 1/8e de finales de la Coupe Challenge et les demi-finales de la Coupe de France. En 2010-2011, le club passe une première saison en Division 1 assez compliquée avec une 8e place. Mais il va vite se réhabituer à l'élite car l'année suivante, après avoir remporté la phase régulière, le club termine finaliste du championnat, battu par Arvor 29. Lors de la saison 2012-2013, le club participe pour la première fois de son histoire à la Ligue des champions mais ne passe pas le Tournoi wild-card et est donc reversé en Coupe des Vainqueurs de Coupe. Et le club réalise un excellent parcours puisqu'il atteint la finale de la compétition, n'étant seulement battu par l'Hypo Niederösterreich.

### 2013-2014: une saison à trois finales
Le 13 février 2014, les isséennes se qualifient pour leur première finale de Coupe de France en battant l'OGC Nice 23 à 19. Le 24 mai 2014 à la halle Carpentier lors d'une finale très intense défensivement, les lionnes s'inclinent de deux buts face aux panthères du Fleury Loiret Handball, 20 à 18.
Pour la deuxième année consécutive, elles atteignent la finale de Coupe d'Europe. Dans le dernier carré de la Coupe Challenge, lors d'un duel franco-français face aux bordelaises de l'Union Mios Biganos-Bègles, elles gagnent leur ticket pour la finale avec un écart de 10 buts. En mai, les franciliennes gagnent de deux buts la finale aller en Suède face au H 65 Höör mais s'inclinent à domicile, dans une salle pour une fois comble, également de deux longueurs lors d'une très mauvaise deuxième mi-temps où elles n'inscrivent que six buts. La Coupe Challenge leur échappe des mains à cause de la règle du nombre de buts marqués à l'extérieur (23 pour les Suédoises contre 21 pour les Françaises).
Trois jours plus tard lors des demi-finales du championnat de France, c'est à domicile et avec un effectif réduit qu'elles se défont du Fleury Loiret Handball avec maitrise et avec une défense compacte et solide sur le score de 27 à 22. Elles confirment cette performance en dominant le match retour en terre fleurissoise par 27 à 23. En finale, elles retrouvent le Metz Handball qui a eu beaucoup de difficultés pour venir à bout d'une équipe havraise très combative. Le match aller à Issy-les-Moulineaux est très serré jusqu'au début du money time, les Franciliennes n'étant menées que d'une longueur (22 à 21), c'est le moment que choisissent les Messines pour creuser l'écart et s'imposer 26 à 22. Le match retour en terres mosellanes s'annonce difficile, mais les filles d'Arnaud Gandais se défendent becs et ongles et montrent une défense solide et une attaque convaincante en première période, notamment grâce à une Mariama Signaté en forme puisqu'elle finira meilleure buteuse d'IPH avec 7 réalisations sur 11 tentatives. À la pause, elles ont rattrapé leurs quatre buts de retard, il est alors permis de croire à une victoire. Mais à la 40e minute, les Isséennes ont un moment de faiblesse très vite exploité par les Messinnes qui reviennent à égalité en l'espace de cinq minutes. Ce coup de mou sera fatal et c'est Paule Baudouin qui, à la 58e minute, met un terme à une éventuelle victoire en inscrivant le 26e but lorrain. Issy Paris Hand s'incline d'un petit but (25 à 26) et perd sa troisième finale de la saison. « C'est une déception, bien sûr, mais je pense que nous avons fait une grande saison, malgré tout » commente Stine Bredal Oftedal à l'issue du match.
Malgré trois défaites en trois finales, il s'agit d'une des meilleures saisons du club qui termine vice-champion de France avec une qualification en Coupe de l'EHF pour la saison 2014-2015.

### 2014-2018: un nouveau départ
Le refus par la CNCG (commission nationale de contrôle de gestion de la Fédération française de handball) de valider le contrat de Claudine Mendy pour non-apurement de la dette du club était annonciateur de problèmes. En avril, on apprenait le départ d'Astride N'Gouan puis fin mai 2014 celui de Mariama Signaté, de Charlotte Mordal (maternité) et la non-reconduction du contrat de la seconde gardienne Fanny Chatelet. À la fin de la saison, la CNCG annonce que le club est privé de participation à la Coupe de l'EHF et qu'il ne respecte pas au moins un des critères financiers du cahier des charges de la LFH, à savoir une situation nette positive au 31 décembre 2013. Il montre un passif d'au moins 80 000 € dû notamment à l'organisation de la coupe de la Ligue 2012-2013 et du tournoi de qualification pour la Ligue des Champions en 2013. Le club a fait appel, et faute de moyens à trouver en très peu de temps et pour rester en première division, il a dû drastiquement réduire sa masse salariale pour apporter les garanties demandées par le gendarme financier afin d'apurer sa dette. La commission d'appel de la CNCG a finalement accepté les garanties présentées et a approuvé le budget pour la nouvelle saison. Elle autorise le club francilien en LFH et lève l'interdiction de jouer la Coupe de l'EHF. À la mi-juillet, on apprend le départ de deux autres joueuses cadres, Amélie Goudjo et Anne-Sophie Kpozé. Finalement, l'équipe pour la nouvelle saison sera composée de neuf joueuses professionnelles (dont deux nouvelles arrivées) et de six joueuses de centre de formation (dont une de Fleury et une de Serris Val d'Europe).
En juillet 2014, Arnaud Gandais devient le directeur général d'Issy Paris Hand et c'est Pablo Morel, son adjoint depuis trois ans, qui lui succède. Sur le rajeunissement de l'effectif et l'objectif de la saison, le nouvel entraîneur confie : « On est encore dans une phase de construction et la seule pression que l’on a aujourd’hui, c’est de stabiliser le club et l’équipe dans le haut du championnat et de poursuivre l’aventure européenne tout en faisant « émerger » des filles de notre centre de formation. La pression ne sera pas sur le court terme mais plus sur un cycle de trois ans. »

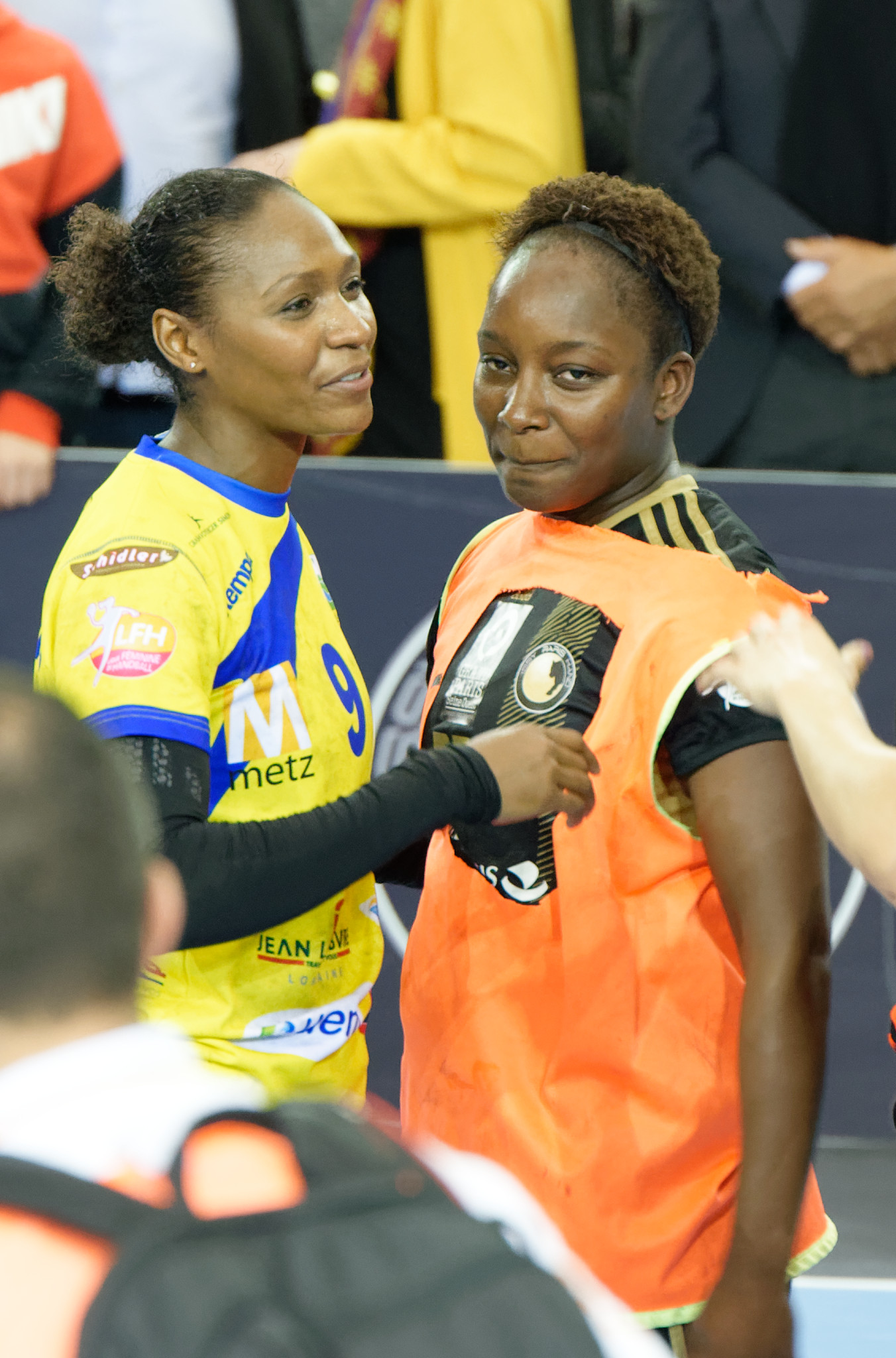
Doungou Camara porte la chasuble avec laquelle elle inscrit le but qualifiant l'Issy Paris Hand pour la finale du championnat en 2015.

Le club signe Hanna Bredal Oftedal, arrière droite et sœur cadette de Stine Bredal Oftedal ainsi que l'artilleuse monténégrine Marija Jovanović à l'arrière gauche.
En championnat, la toute première saison du nouvel entraîneur est bien gérée (13V-1N-4D). Le club prend la seconde place en saison régulière devançant Metz Handball d'un petit point. Lors des playoffs après une double confrontation remportée contre Nice, Issy affronte Metz en demi-finale. Défaites en territoire mosellan (33-27), les franciliennes réalisent une énorme performance lors du match retour à domicile, en contenant les attaques messines et encaissant très peu de buts. Lors de la dernière minute (59e, 26-21) l'entraîneur Pablo Morel prend le risque de sortir sa gardienne et de faire rentrer la jeune Doungou Camara avec la chasuble, qui qualifie le club francilien (grâce à un plus grand nombre de buts inscrits à l'extérieur) avec un tir qui transperce la défense messinne. « J'ai mis toute ma vie dans ce tir » confie-t-elle en fin de rencontre.
Lors de la finale aller face au CJF Fleury Loiret Handball, les isséennes résistent aux assauts fleurissois et minimisent les dégâts (21-22). Le match retour à Fleury s'annonce positif puisqu'Issy prend la tête à la mi-temps (14-15), mais le retour des vestiaires est compliqué. En peu de temps, les fleurissoises prennent la tête et l'écart s'accroît jusqu'à huit buts en fin de rencontre (30-24). Fleury remporte pour la première fois le championnat, tandis que le club francilien perd une nouvelle finale de championnat de France en deux années consécutives.
En Coupe de France, Issy est éliminé dès les huitièmes de finale par Nantes malgré une petite avance de trois buts en première mi-temps (21-18). Mais les filles de Pablo Morel passent totalement à côté de la deuxième période, en inscrivant seulement six buts (27-32).
Lors du premier match de Coupe de la Ligue, Issy est au coude-à-coude avec Toulon pendant 55 minutes et finit par l'emporter 22-24. Mios-Biganos, adversaire en demi-finale, s'accroche en première mi-temps (11-11) ainsi qu'en deuxième période jusqu'à prendre deux buts d'avance au money time (22-24, 55e). Issy n'arrive plus à marquer et s'incline 23-28. « On a tout donné mais c’est comme si on avait les jambes coupées » soufflait Coralie Lassource.
Pour sa toute première participation à la Coupe de l'EHF, Issy atteint le stade des quarts de finale. Sévèrement battues au Danemark par les joueuses de Team Tvis Holstebro (40-27), c'est à Coubertin que les parisiennes beaucoup plus agressives font une remontée inattendue. Les treize buts d'écart sont rattrapés en cinquante minutes, puis c'est le jeu du chat et de la souris jusqu'aux dernières secondes avec l'ultime tir de Stine Bredal Oftedal qui passe à quelques centimètres du but. Malgré une belle victoire (32-20), l'aventure s'arrête.
À l'issue de la saison, Pablo Morel est nommé "meilleur entraîneur" et Hanna Bredal Oftedal "meilleure espoir".

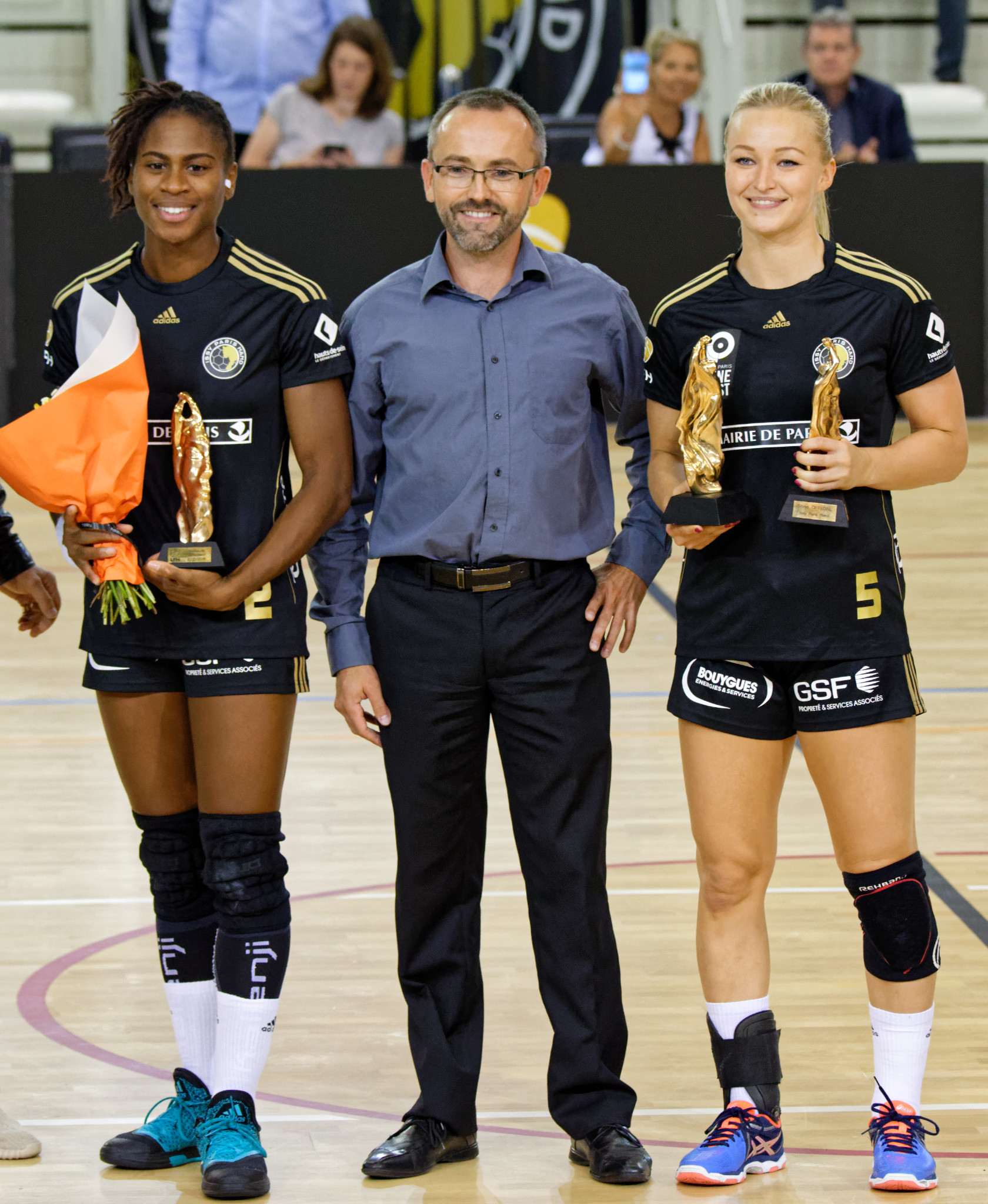
Coralie Lassource, élue meilleure défenseure, et Stine Bredal Oftedal, élue meilleure joueuse et meilleure demi-centre du Championnat 2015-16.

Pour la saison 2015-2016 l'effectif reste très stable. Souvent blessée et supplée par une Stine Bredal Oftedal percutante et rapide, Angélique Spincer quitte le club mais n'est pas remplacée. Deux mois avant la fin de la saison, la suédoise Frida Tegstedt, compagne de Jesper Nielsen qui intègre le PSG Handball en septembre 2016, arrive en joker médical pour pallier les blessures des pivots Sophia Fehri et Pernille Wibe.
Dans une saison marquée par les disparitions de Bègles Bordeaux-Mios Biganos et du HBC Nîmes, les résultats sont plus que mitigés (7V-4N-5D). Et la fin de saison se fait avec trois blessées Marija Jovanović, Sophia Fehri et Pernille Wibe. Malgré tout Issy termine troisième de la saison régulière. Les franciliennes se défont des Nantaises en quart de finale des playoffs mais elles butent sur les fleurissoises, seconde de la saison régulière, en demi-finale. Les isséennes se classent  troisième à l'issue des playoffs, place qualificative pour participer à la Coupe de l'EHF la saison suivante.
En Coupe de France, Issy élimine les Chambraisiennes (D2) en huitième de finale, mais au palier suivant elles font une contre-performance face à Toulon (21-23). Qui terminera pourtant avant dernier de la saison mais qui ira jusqu'en finale de cette coupe. Pablo Morel résume le match : « On ne peut pas prétendre se qualifier en étant sur courant alternatif, on court après le score, on est fébriles. ».
Pour la dernière édition de la Coupe de la Ligue, les franciliennes se hissent jusqu'en demi-finale. Mais l'absence des taulières Bredal Oftedal, Jovanović et Wibe, pénalise l'équipe qui se fait largement battre par Nice sur le score de 20 à 11, en n'inscrivant que quatre buts en deuxième période.
Issy participe à la Coupe des Vainqueurs de Coupe, qui vit ses derniers jours, et franchit toutes les étapes jusqu'aux demi-finales. Les françaises dominent le match à domicile avec une avance de quatre buts sur les danoises de Team Tvis Holstebro (24-20). Mais le match retour en terres danoises est complètement raté et c'est la douche froide avec une défaite de dix-sept buts (27-12) 
.
Stine Bredal Oftedal est à nouveau récompensée par le double titre de meilleure demi-centre et meilleure joueuse de la saison. Tandis que Coralie Lassource est honorée du titre de meilleure défenseuse.
Marija Jovanović blessée à chaque fin de saison est remplacée par la néerlandaise Lois Abbingh et la gardienne de but norvégienne Silje Solberg succède à Armelle Attingré.
Une saison 2016-17 mieux maîtrisée que la dernière avec une place de second acquise à cinq matchs de la fin de la saison régulière (15V-5D).
En playoffs, les isséennes se défont des toulonnaises en remportant leurs deux matchs de quarts de finale. Lors des demi-finales, le club francilien prend deux buts d'avance en terre bretonnes avant le match retour. Mais les franciliennes se font distancer à domicile dans un match maitrisé de bout en bout par les brestoises et la sortie définitive sur blessure de Lois Abbingh dès la 13e minute. « On a fait un super match, notre meilleur de l’année en attaque » appréciait Cléopâtre Darleux. Finalement Issy Paris perd une place et termine troisième de la saison.

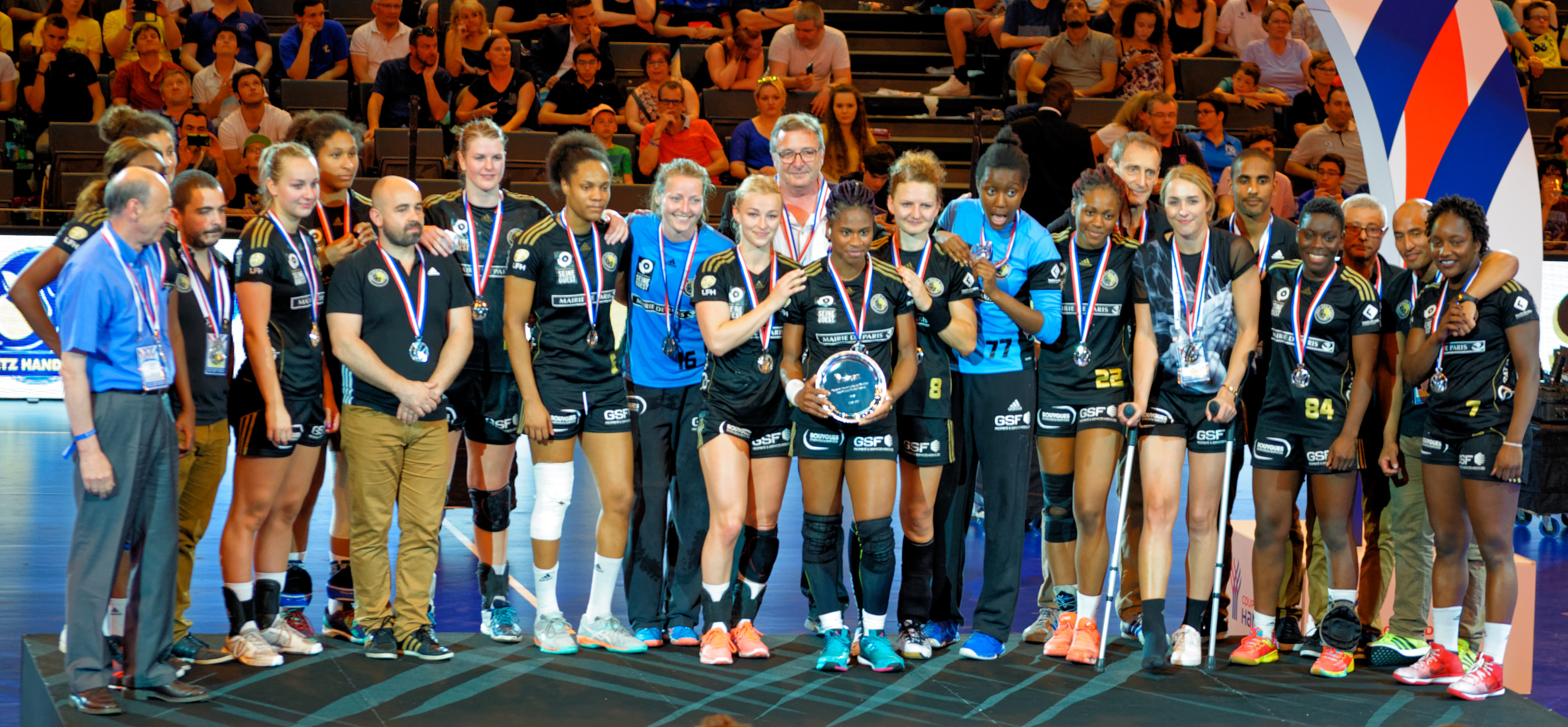
Issy Paris Hand, finaliste de la Coupe de France en mai 2017.

En éliminant Brest en demi-finale de Coupe de France lors d'un match contrôlé (26-19) et elles atteignent une nouvelle fois la finale. Dans l'antre de l'AccorHotels Arena, après une première mi-temps largement menée par Metz (18-11), les Parisiennes reviennent au contact (-2) en moins de 10 minutes. Mais les Messines se ressaisissent et emportent une huitième fois le titre.
Sur la scène européenne, Issy Paris commence tranquillement le premier tour par une double victoire contre les suissesses du LC Brühl Handball. Pour une deuxième année consécutive, les Hongroises de Érd sont désignées adversaires du second tour après le tirage au sort. Cette fois pas de suspense, les hongroises sont plus entreprenantes et remportent la double confrontation (30-26 puis 29-26). C'est une vraie déconvenue pour IPH. L'entraineur Pablo Morel paye ce mauvais résultat en étant limogé deux jours après la défaite et Arnaud Gandais reprend les rênes.
Pour sa quatrième et dernière année au club, Stine Bredal Oftedal est une troisième fois doublement titrée "meilleure joueuse" et "meilleure demi-centre" de la saison, alors que Coralie Lassource est nommée "meilleure ailière gauche".
Les transferts de l'été qui arrive et les arrêts de carrière annoncent la fin du cycle initié trois ans plus tôt.

Logo du Issy Paris Hand avant le changement de nom en 2018

Outre trois joueuses qui prennent leur retraite, Stine Bredal Oftedal a décidé de franchir un palier supplémentaire dans sa carrière en s'engageant avec le meilleur club mondial, Győr. Coralie Lassource formée au club depuis 10 ans, connaît sa première aventure étrangère, elle rejoint les hongroises de Érd où Mariama Signaté ex-isséenne joue toujours et est remplacée par la tchèque Veronika Malá. Kalidiatou Niakaté, Doungou Camara et Maryam Garba vont chercher du temps de jeu à Nantes et au Havre. Crina Pintea, pivot roumaine aura la lourde tâche de remplacer les pivots scandinaves à la retraite ainsi que Sophia Ferhi toujours pas remise de sa blessure au genou.
Sonja Frey qui avait fait les beaux jours de Dijon la saison passée et Tamara Horacek en manque de temps de jeu à Metz alterneront sur le poste de demi-centre.
Si Metz domine totalement le championnat (21V et 1N), les quatre équipes qui suivent menent un âpre combat pour arracher la deuxième place, qui finalement revient à Brest. Issy est une nouvelle fois sur le podium de la saison régulière (14V-3N-5D) grâce à une victoire d'un but lors de la toute dernière rencontre contre Nice. Lors des playoffs le club de la capitale affronte Besançon, sixième du championnat, qui effectue une saison peu flamboyante (8v-4N-10D) et accuse 11 points de moins. Cependant les bisontines sont la bête noire des franciliennes avec une victoire et un nul. Le premier match des playoffs est presque une redite de la première rencontre de la saison, Issy s'incline de quatre buts (28-24), le match retour à domicile sera remporté par IPH mais l'écart n'est pas suffisant (18-17) pour poursuivre la route en demi-finale. C'est la première fois de l'histoire des playoffs de LFH qu'un club du Top4 de la saison régulière n'est pas en demi-finale. Malgré tout elles font l'effort de prendre la cinquième place en éliminant Fleury puis Nice diminué par les nombreuses blessées, en faisant jouer plusieurs jeunes de N1 (Galtier, Lefevre, Mazens). Cette place offre la possibilité de demander une wild-card pour la Coupe de l'EHF comme l'avait fait Dijon la saison dernière.
Après un tirage au sort favorable en huitième de finale de la Coupe de France, les filles d'Arnaud Gandais affrontent Metz en quart de finale. Malgré peu de buts en première mi-temps, Metz domine largement (6-12) et les franciliennes passent vainement la seconde période à tenter de revenir au score (20-24).
Issy Paris commence directement au deuxième tour de la Coupe de l'EHF et élimine les Norvégiennes de Glassverket IF, dernier de leur championnat. Puis pour le tour suivant, le tirage au sort a décidé que ce serait une troisième fois consécutive le club hongrois de Érd ! Le match aller en terre magyare est catastrophique (31-21), cependant les franciliennes ont déjà habitué leur public à des remontadas. Et c'est ce qui se produit. Les hongroises sont prises à la gorge d'entrée de jeu, avec une attaque fulgurante, une défense resserrée et une gardienne efficace en dernier rempart. Une combinaison gagnante qui aboutit à la victoire 31 à 20 et permet à Issy de rejoindre le groupe principal.
Le tirage au sort pour la composition du groupe principal n'est pas favorable puisque chacun des adversaires (Vipers, Copenhague et Lada) est en tête de son championnat. Pourtant Issy arrive à faire jeu égal avec les scandinaves, mais c'est un tout petit but de retard au vélodrome de Saint-Quentin-en-Yvelines devant 5 000 personnes qui positionne le club à la troisième place du groupe. Une victoire en Russie est l'ultime occasion de pouvoir aller en quart de finale. Malgré une avance de deux buts à la 54e (20-22), Issy gère mal son money time et finit par s'incliner (25-24) mettant fin à l'aventure européenne.
A l'issue de la saison, Melvine Deba et Océane Sercien-Ugolin signent leur premier contrat professionnel. Lors de la cérémonie des All-Star LFH, Crina Pintea est désignée meilleure pivot de l'exercice 2017-18 devant la messine Laurisa Landre et la brestoise Slađana Pop-Lazić, les autres nommées de cette catégorie.

### Paris 92

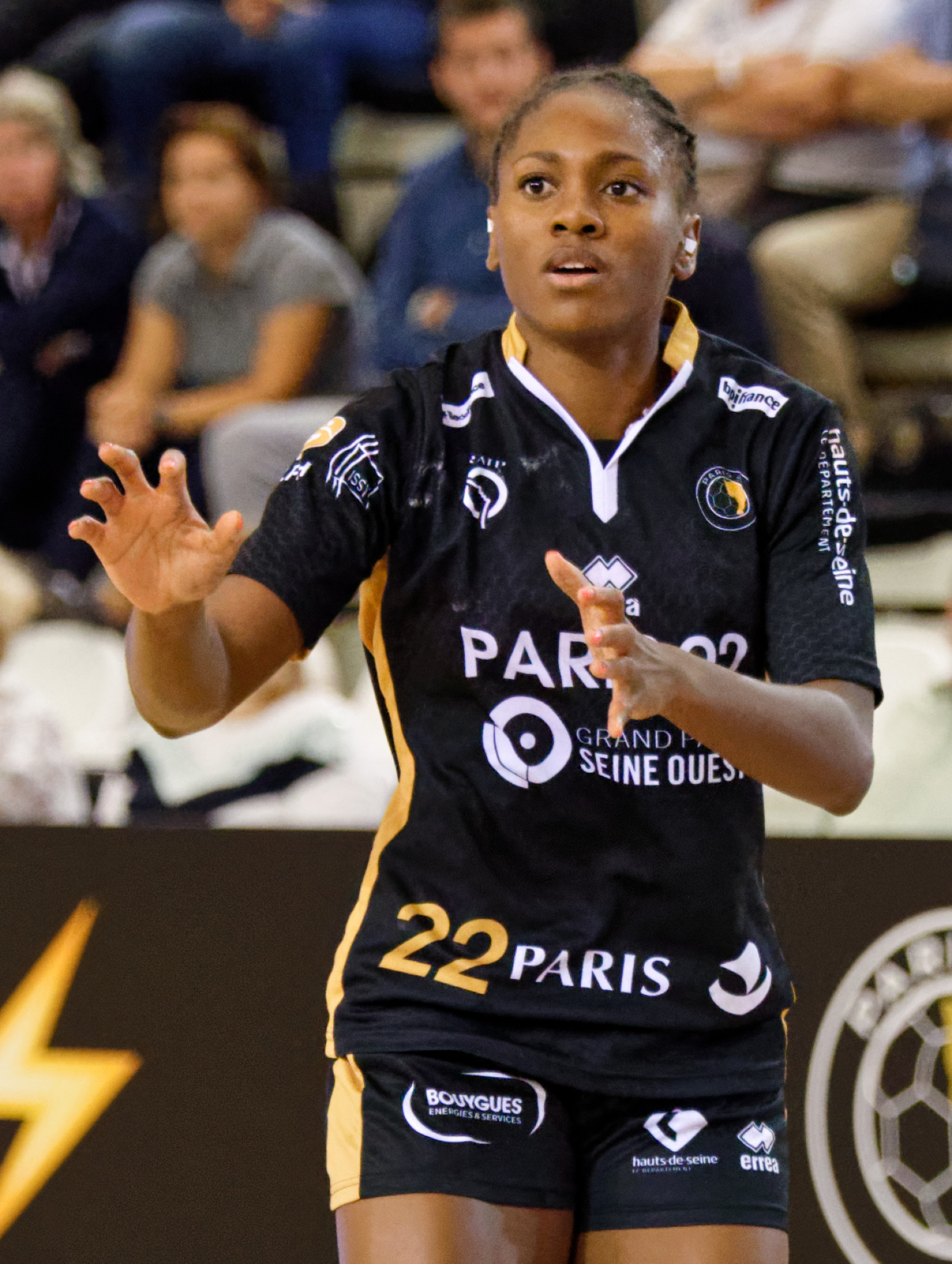
Déborah Lassource, au club de 2014 à 2024.

En juillet 2018, un nouveau partenariat est mis en place avec le Département des Hauts-de-Seine, qui rejoint les partenaires historiques du club que sont la ville d’Issy les Moulineaux, la ville de Paris et la Région Île-de-France et le club prend alors le nom de Paris 92.
En 2019, Yacine Messaoudi est nommé entraîneur.
2024 marque une révolution pour le club : l'entraîneur Yacine Messaoudi est remplacé par Stéphane Plantin, acté dès le mois de février, Pierre-Louis Amate succède au président Jean-Marie Sifre, en poste depuis 2009, Adrien Débonnière, le responsable du centre de formation, s'en va également et plusieurs piliers du groupe telles que les emblématiques Déborah Lassource et Alice Mazens ou la demi-centre star Méline Nocandy quittent le club.

## Palmarès

### Titres
| Compétitions nationales | Compétitions internationales |
| --- | --- |

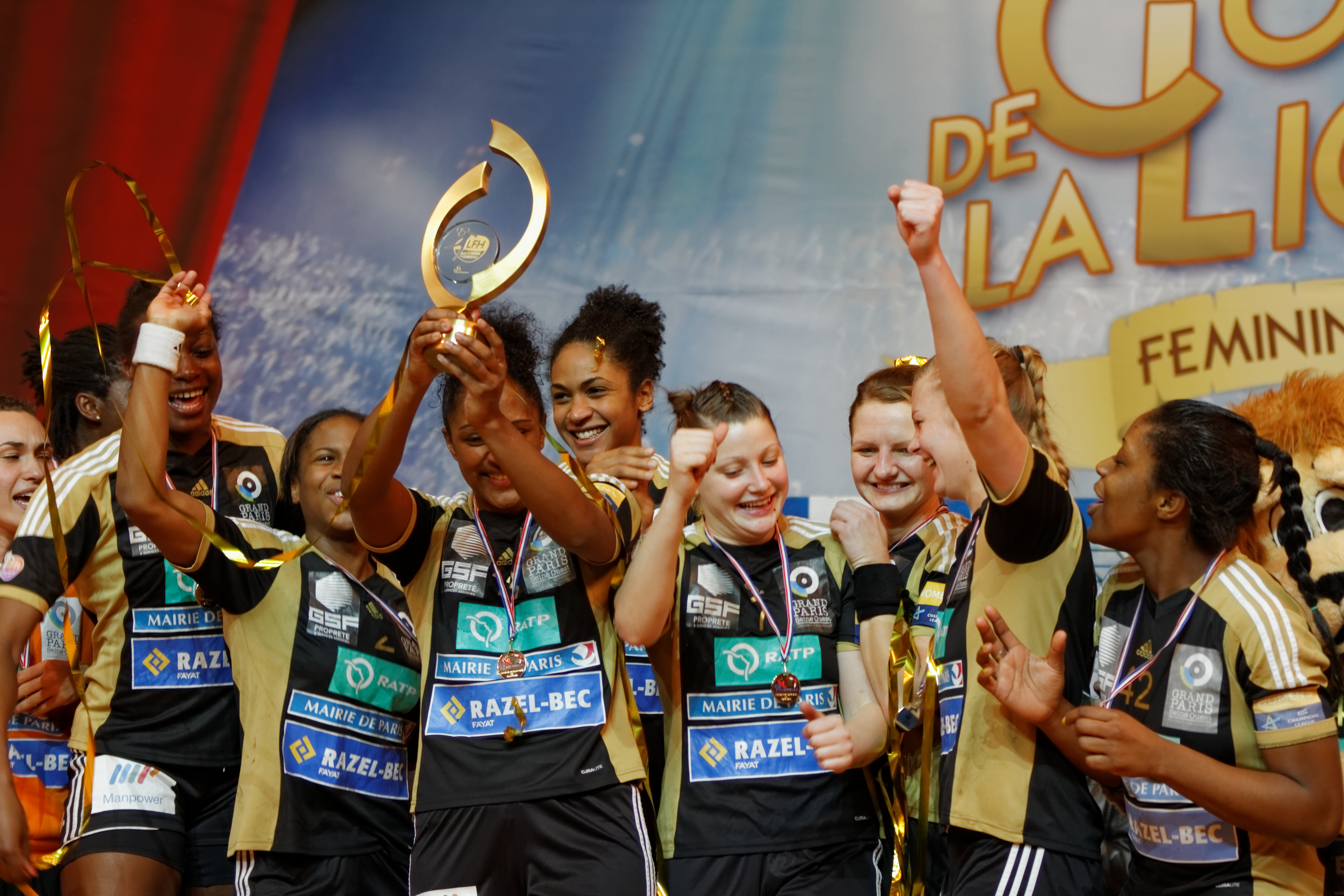
Les joueuses célèbrent la victoire lors de la Coupe de la Ligue 2013.

| - Championnat de France D1 - Vice-champion : 2012, 2014 et 2015 - Championnat de France D2 - Champion : 2001 et 2010 - Vice-champion : 2006 - Coupe de France - Finaliste : 2014, 2017, 2023 et 2025 - Demi-finaliste : et 2009 et 2010 - Coupe de la Ligue - Vainqueur : 2013 - Demi-finaliste : 2008, 2009, 2014 et 2015 | - Ligue des champions (C1) - 1 participation : 2013 (tour qualif.) - Coupe des vainqueurs de coupe (C2) - Finaliste : 2013 - Coupe de l'EHF (C3) - meilleur résultat: 1/4 (2009, 2015) - Coupe Challenge (C4) - Finaliste : 2014 |

Remarque : ce palmarès n'inclut pas celui du Stade français, vainqueur de deux Championnats de France en 1956, 1984 et de deux Coupes de France en 1986, 1987.

### Bilan saison par saison
| Saison                                                               | Div. | Rang                      | Rang                      | Coupe de France     | Coupe de la Ligue ¹  | Coupe d'Europe ²      |
| Saison                                                               | Div. | Final                     | Saison régulière          | Coupe de France     | Coupe de la Ligue ¹  | Coupe d'Europe ²      |
| -------------------------------------------------------------------- | ---- | ------------------------- | ------------------------- | ------------------- | -------------------- | --------------------- |
| Stade français Issy-les-Moulineaux (avant 1999) : cf. Stade français |      |                           |                           |                     |                      |                       |
| Issy-les-Moulineaux (1999-2009)                                      |      |                           |                           |                     |                      |                       |
| 1999-2000                                                            | D1   | 12e                       | 12e                       | Pas de compétition  | Pas de compétition   | Non qualifié          |
| 2000-2001                                                            | D2   | 1er                       | 1er                       | Phase de poules     | Pas de compétition   | Non qualifié          |
| 2001-2002                                                            | D1   | 8e                        | 8e                        | 1/8 de finale       | Pas de compétition   | Non qualifié          |
| 2002-2003                                                            | D1   | 8e                        | 8e                        | 1/4 de finale       | 1/4 de finale        | Non qualifié          |
| 2003-2004                                                            | D1   | 11e                       | 11e                       | Pas de compétition  | 1/4 de finale        | Non qualifié          |
| 2004-2005                                                            | D2   | 6e                        | 6e                        | ≤ 1/16 de finale    | Non qualifié         | Non qualifié          |
| 2005-2006                                                            | D2   | 2e                        | 2e                        | ≤ 1/32 de finale    | Non qualifié         | Non qualifié          |
| 2006-2007                                                            | D1   | 6e                        | 6e                        | 1/8 de finale       | 1/4 de finale        | Non qualifié          |
| 2007-2008                                                            | D1   | 3e                        | 3e                        | Pas de compétition  | 1/2 finale           | Non qualifié          |
| 2008-2009                                                            | D1   | 4e                        | 4e                        | 1/2 finale          | 1/2 finale           | C3 - 1/4 de finale    |
| Issy Paris Hand (2009-2018)                                          |      |                           |                           |                     |                      |                       |
| 2009-2010                                                            | D2   | 1er                       | 1er                       | 1/2 finale          | Non qualifié         | C4 - 1/8 de finale    |
| 2010-2011                                                            | D1   | 8e (saison sans playoffs) | 8e (saison sans playoffs) | 1/8 de finale       | 2e tour              | Non qualifié          |
| 2011-2012                                                            | D1   | 2e \|\| 1er               | 1/8 de finale             | 1/4 de finale       |                      | Non qualifié          |
| 2012-2013                                                            | D1   | 3e \|\| 5e                | 1/4 de finale             | Vainqueur           | C2 - Finaliste       |                       |
| 2013-2014                                                            | D1   | 2e \|\| 3e                | Finaliste                 | 1/2 finale          | C4 - Finaliste       |                       |
| 2014-2015                                                            | D1   | 2e                        | 2e                        | 1/8 de finale       | 1/2 finale           | C3 - 1/4 de finale    |
| 2015-2016                                                            | D1   | 3e                        | 3e                        | 1/4 de finale       | 1/2 finale           | C2 - 1/2 finale       |
| 2016-2017                                                            | D1   | 3e \|\| 2e                | Finaliste                 | Pas de compétition  | C3 - 2e tour         |                       |
| 2017-2018                                                            | D1   | 5e \|\| 3e                | 1/4 de finale             | Pas de compétition  | C3 - Phase de groupe |                       |
| Paris 92 (depuis 2018)                                               | D1   |                           |                           |                     |                      |                       |
| 2018-2019                                                            | D1   | 9e                        | 9e                        | 1/8 de finale       | Pas de compétition   | C3 - 3e tour          |
| 2019-2020                                                            | D1   | —                         | 5e                        | Annulé (1/2 finale) | Pas de compétition   | Non qualifié          |
| 2020-2021                                                            | D1   | 6e                        | 4e                        | 1/4 de finale       | Pas de compétition   | C3 : phase de groupe  |
| 2021-2022                                                            | D1   | 3e                        | 3e                        | 1/4 de finale       | Pas de compétition   | C3 : 1er tour         |
| 2022-2023                                                            | D1   | 7e                        | 7e                        | finale              | Pas de compétition   | C3 : Phase de groupes |
| 2023-2024                                                            | D1   | 4e                        | 4e                        | 1/4 de finale       | Pas de compétition   | Non qualifié          |
| 2024-2025                                                            | D1   | en cours                  | en cours                  | finale              | Pas de compétition   | C3 : phase de groupe  |

¹ La Coupe de la Ligue a existé entre 2003 et 2016.
² C2 = Coupe des vainqueurs de coupe ; C3 = Coupe de l'EHF ; C4 = Coupe Challenge

## Historique de l'effectif

### Saison 2012-2013
Joueuses du centre de formation

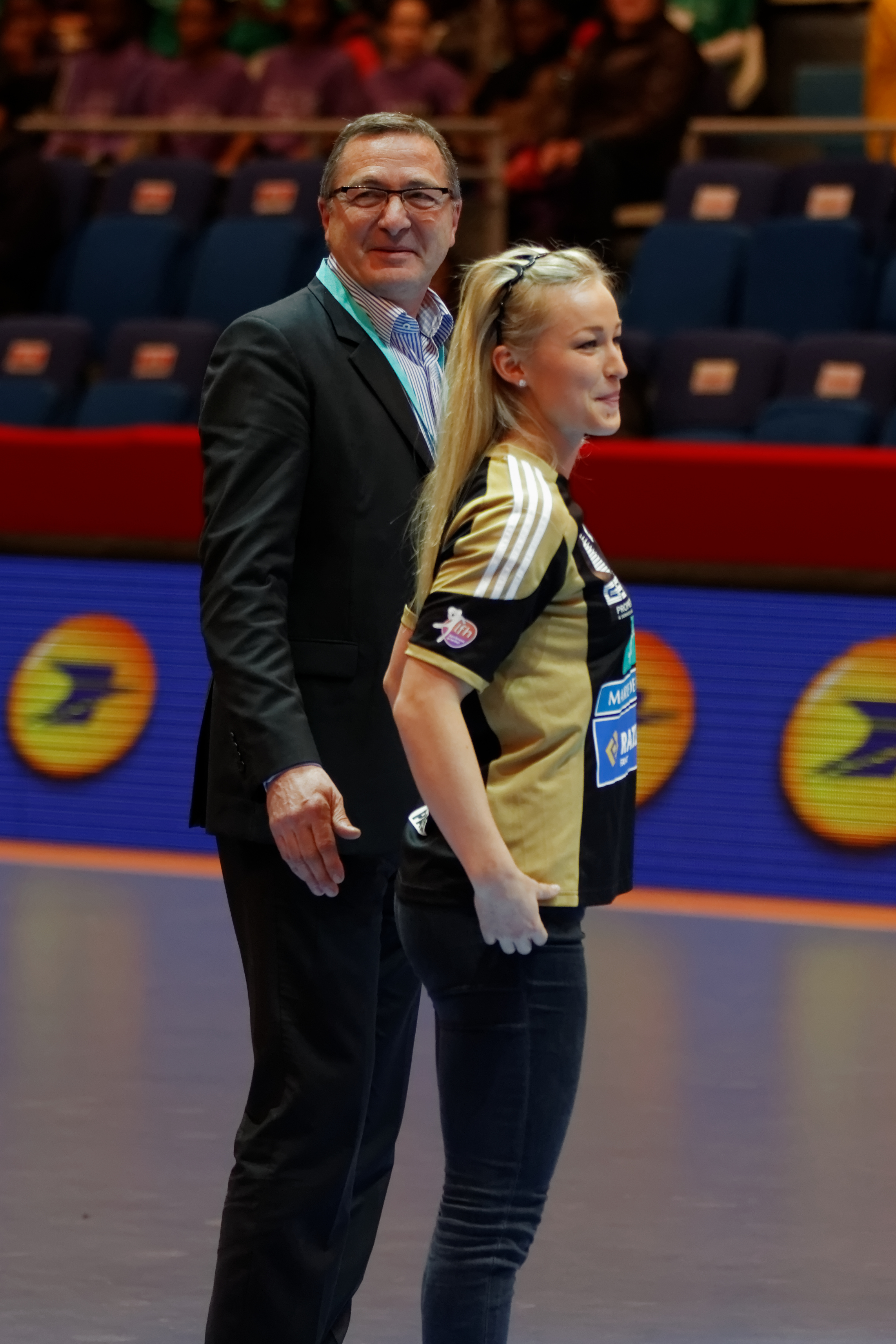
Jean-Marie Sifre, président d'Issy Paris Hand et vice-président de la Ligue féminine de handball, et Stine Bredal Oftedal.

Les saisons détaillées sont accessibles en fin d'article.

## Salles
Le club d'Issy Paris Hand dispose d'infrastructures de qualité.
Le palais des sports Robert-Charpentier où le club joue la plupart de ses rencontres. Il peut accueillir jusqu'à 1 500 spectateurs. Elle se situe 4/6 boulevard des Frères-Voisin, 92130 à Issy-les-Moulineaux.
Le stade Pierre-de-Coubertin qui accueille certaines rencontres du club, les rencontres de coupe d'Europe et les grandes affiches de championnat entre autres. C'est également l'antre du PSG Handball et du club de basket de Paris-Levallois. Il a une capacité d'environ 4 000 places en configuration handball. Il permet de diffuser l'image du club à un plus grand nombre de personnes. Il se situe 82 avenue Georges-Lafont, 75016 à Paris.

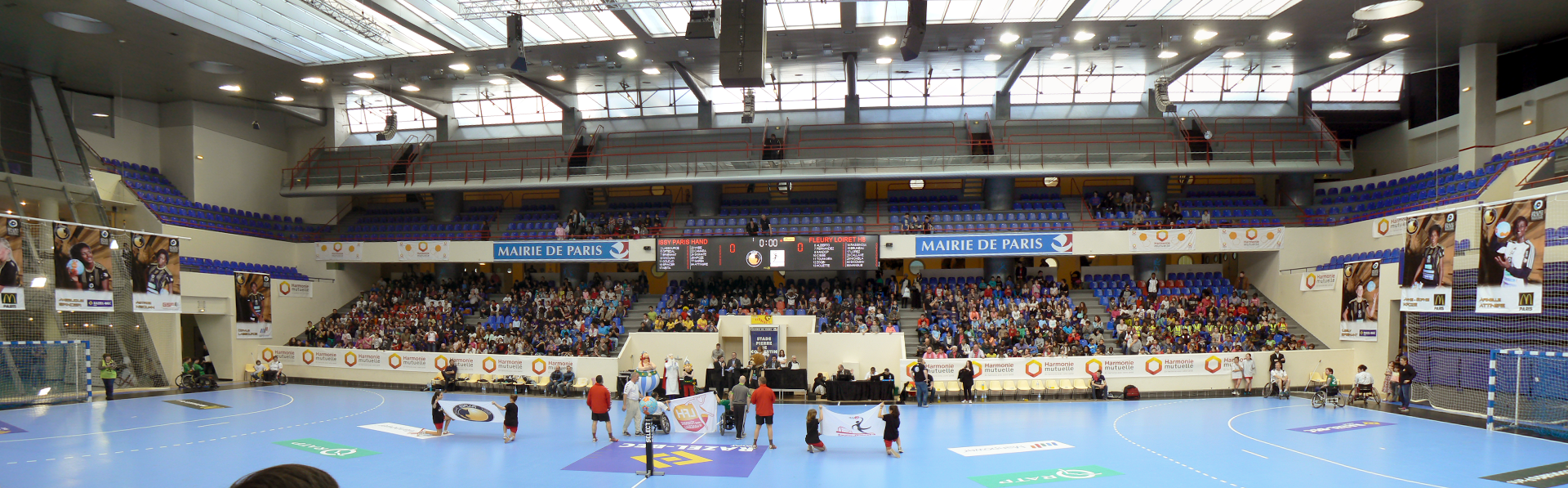
Stade Pierre-de-Coubertin
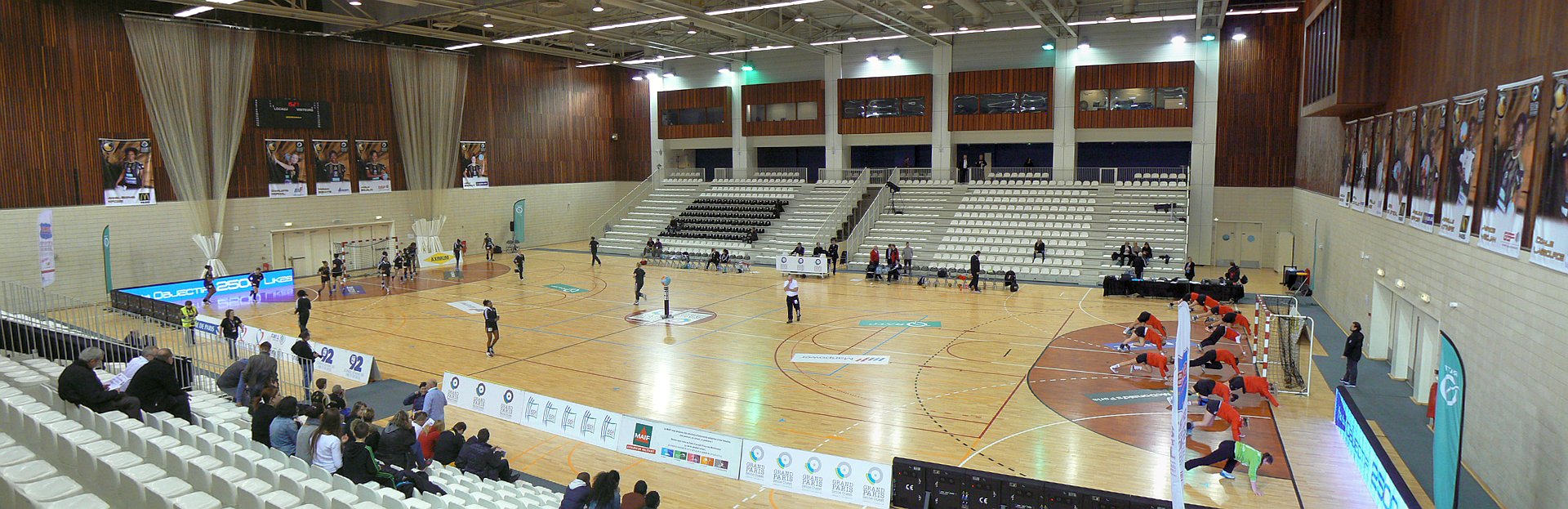
Palais des sports Robert-Charpentier
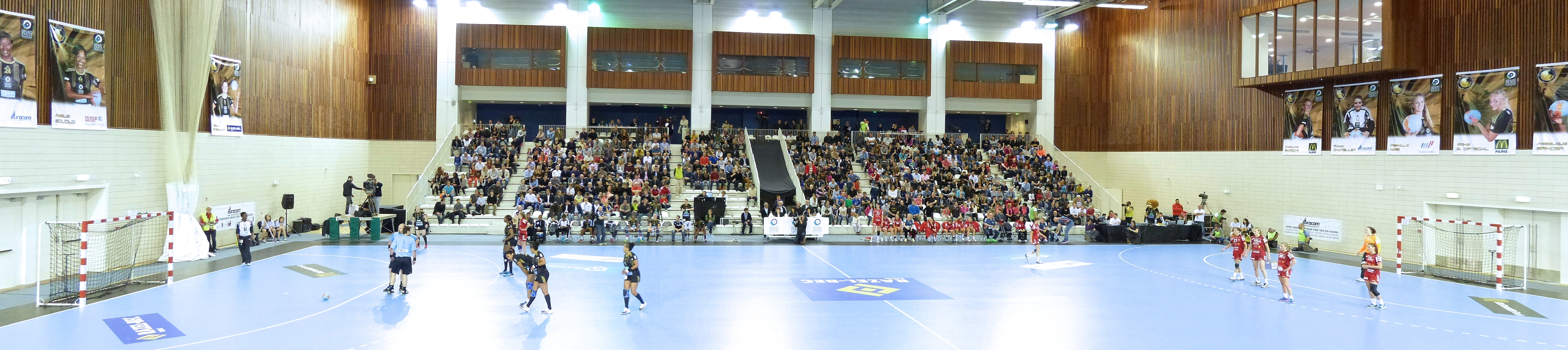
Palais des sports Robert-Charpentier (avec le sol Gerflor posé)

## Centre de formation
Le centre de formation du club a été créé en 2005 et a obtenu l’agrément de la Fédération Française de Handball et du Ministère chargé des Sports en avril 2007.

## Personnalités liées au club

### Anciennes joueuses
- Armelle Attingré (2009-2016)
- Paule Baudouin (2006-2008)
- Lesly Briemant (2010-2015)
- Audrey Bruneau (2008-2012)
- / Doungou Camara (2012-2017)
- Cléopâtre Darleux (2007-2009)
- Siraba Dembélé (2008-2009)
- Audrey Deroin (2004-2009)
- Amélie Goudjo (2007-2008 et 2010-2014)
- Sophie Herbrecht (2006-2009)
- Marija Jovanović (2014-2016)
- Stella Joseph-Mathieu (2000-2003)
- Coralie Lassource (2008-2017)
- Déborah Lassource (2014-2024)
- Alice Mazens (2016-2024)
- Charlotte Mordal (2010-2014)
- Astride N'Gouan (2010-2014)
- Kalidiatou Niakaté (2011-2017)
- Méline Nocandy (2022-2024)
- Stine Bredal Oftedal (2013-2017)
- Mayssa Pessoa (2011-2012)
- Krisztina Pigniczki (2008-2011)
- Allison Pineau (2006-2009)
- Marie-Audrey Sababady (2005-2011)
- Mariama Signaté (2011-2014)
- Angélique Spincer (2006-2015)
- Frida Tegstedt (2016-2017)
- Simone Thiero (2009-2011)
- Jasna Tošković (2012-2013)
- Pernille Bjørseth Wibe (2013-2017)
- Karolina Zalewski-Gardoni (2008-2017)
- Silje Solberg (2016-2018)

### Encadrement

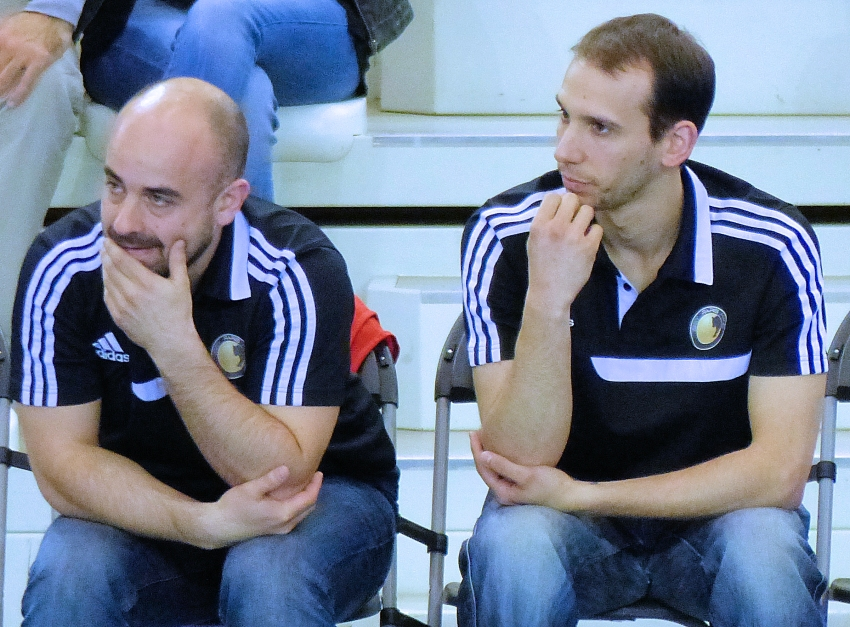
Arnaud Gandais (à gauche) et son adjoint Pablo Morel en 2014.

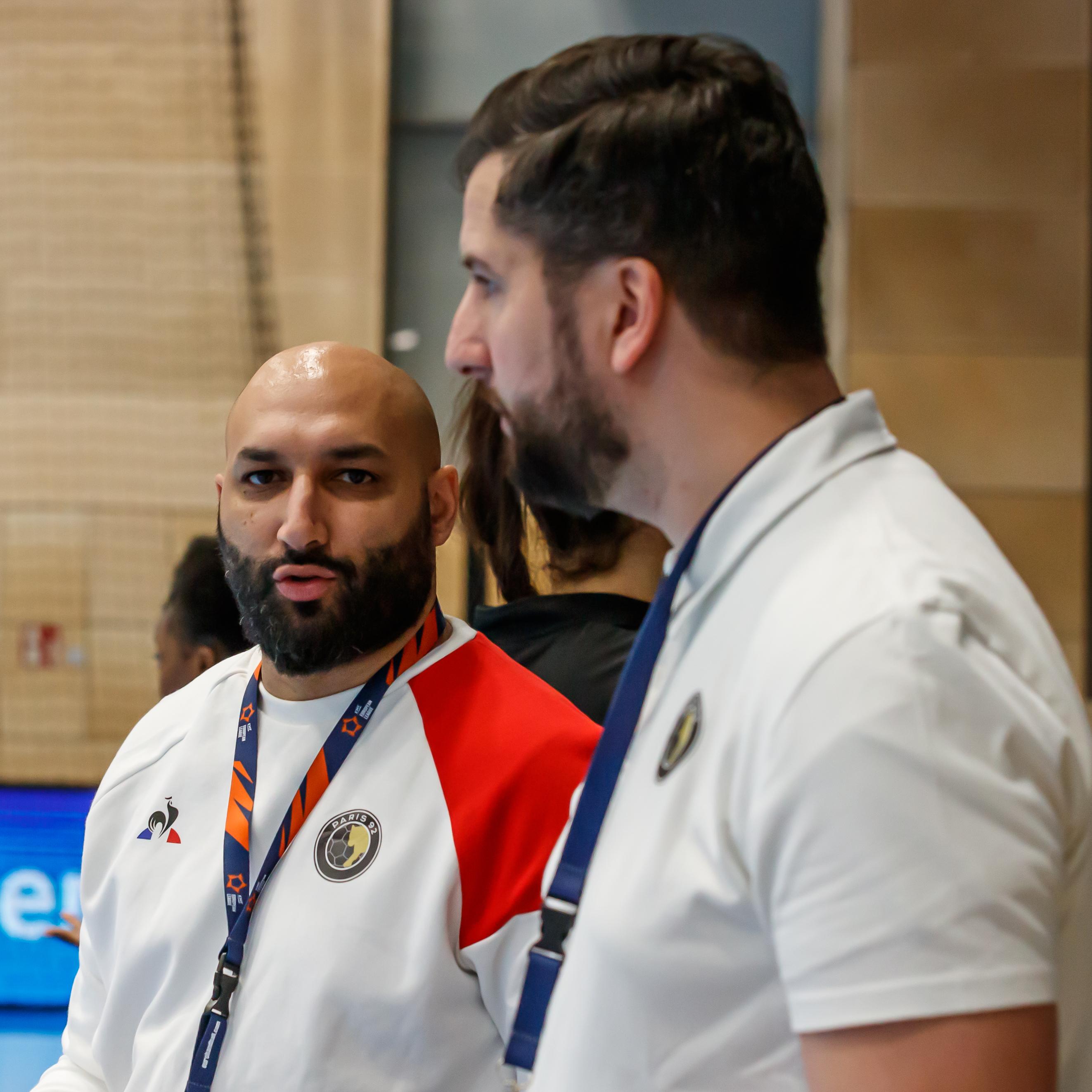
Yacine Messaoudi (à gauche) et son adjoint Naïm Sarni en 2023.

La liste des entraîneurs principaux, adjoints, managers est :
- Jean-Philippe Thomas : entraîneur de 1994 à 2003 puis manager général du club de 2003 à ?
- Bertrand François : entraîneur d'août à octobre 2003
- Arnaud Gandais : entraîneur principal de janvier 2004 à 2014 puis d'octobre 2016 à juin 2019, directeur général de 2014 à 2019
- Pablo Morel : entraîneur adjoint de 2011 à 2014, entraîneur principal de 2014 à octobre 2016
- Yacine Messaoudi : entraîneur principal de 2019[47] à 2024
- Stéphane Plantin : entraîneur principal de 2024[49] à mai 2025[56]
- Naïm Sarni : adjoint de 2016[57] à 2025, entraîneur principal par intérim en mai-juin 2025[56]

Concernant la présidence, on trouve :
- Jean-Marie Sifre : président de 2009 à 2024
- Pierre-Louis Amate : président depuis 2024[48]

## Identité du club

### Historique du logo

Logo de 2006 à 2009
Logo de 2009 à 2010
Logo de 2011 à 2013
Logo de 2013 à 2016
Logo de 2016 à 2018
Logo actuel

### Équipementiers
| Période           | Équipementier  | Réf    |
| ----------------- | -------------- | ------ |
| ? – 2012/07       | Hummel         | ,      |
| 2012/07 – 2017/07 | Adidas         |        |
| 2017/07 – 2020/06 | Erreà          |        |
| 2020/06 – 2024    | Le Coq Sportif | [ 60 ] |